# Rose Theatre de Kingston
Le Rose Theatre Kingston est un théâtre et une salle de concerts situé à Kingston upon Thames (anciennement appelé 'Kingston-sur-la-Tamise' en français), une agglomération principale du district londonien de Kingston upon Thames au sud-ouest de Londres, bourg du couronnement des rois saxons à seize kilomètres de Charing Cross. Le théâtre peut accueillir 822 personnes assises et a officiellement ouvert ses portes le 16 janvier 2008 avec les pièces l'Oncle Vanya (1897) d'Anton Tchekhov avec Michelle Dockery,, et Comme il vous plaira (1599; en anglais: As You Like it) de William Shakespeare, toutes deux sous la direction de Sir Peter Hall.

## Histoire
The Rose était un projet soutenu par Peter Hall et le diffuseur David Jacobs de l'Ordre de l’Empire britannique (en anglais : Most Excellent Order of the British Empire), qui a été président du Kingston Theatre Trust. La construction a été entreprise avec le soutien de 5 millions de livres sterling (sur les 11 millions de livres sterling) du conseil local, avec la participation de l'université de Kingston, de Peter Hall et du 'Friends of Kingston Theatre'. L'enveloppe du bâtiment a été fournie gratuitement au Trust par St George plc dans le cadre de la construction de Charter Quay, un développement sur les rives de la Tamise. Le théâtre a été conçu par le cabinet d'architectes Blundell, Thompson et Hargreaves. En janvier 2008, une semaine après l'ouverture du théâtre, Hall a démissionné et il a été annoncé qu'à partir d'avril 2008, Stephen Unwin, directeur sortant du English Touring Theatre prendrait le rôle de directeur artistique, tandis que Hall resterait directeur émérite. Le 25 novembre 2010, le Rose a remporté le prix pour son engagement envers la communauté lors des Kingston Business Awards. La même semaine, Sir Peter Hall a remporté le prix Golden Seagull du Théâtre d'art de Moscou pour sa contribution au Théâtre mondial lors des Evening Standard Awards. Le Rose est soutenu par le Royal Borough de Kingston et l'université de Kingston mais ne reçoit aucun financement de l'Arts Council England,.

## Architecture

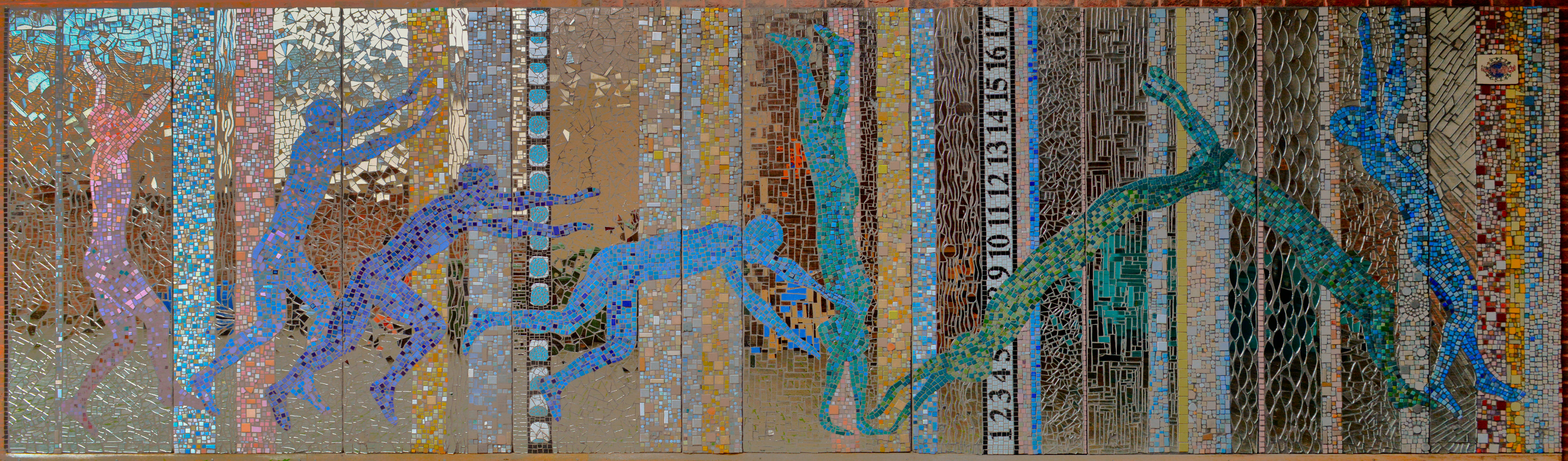
Mosaïque d'Eadweard Muybridge, ruelle du Rose Theatre, Kingston. Save the World Club (2004).

La disposition de ce théâtre élisabéthain est basée sur celle du Rose Theatre (1587) de Londres qui mettait en scène les pièces de Christopher Marlowe et les premières pièces de Shakespeare. Contrairement au Rose d'origine, il rend le design élisabéthain plus confortable en ajoutant un toit et des sièges modernes tout comme le Swan Theatre de Stratford-upon-Avon. Le public est réparti sur quatre niveaux, composés de stalles avant, de stalles arrière, de cercle et de cercle supérieur.

## Productions

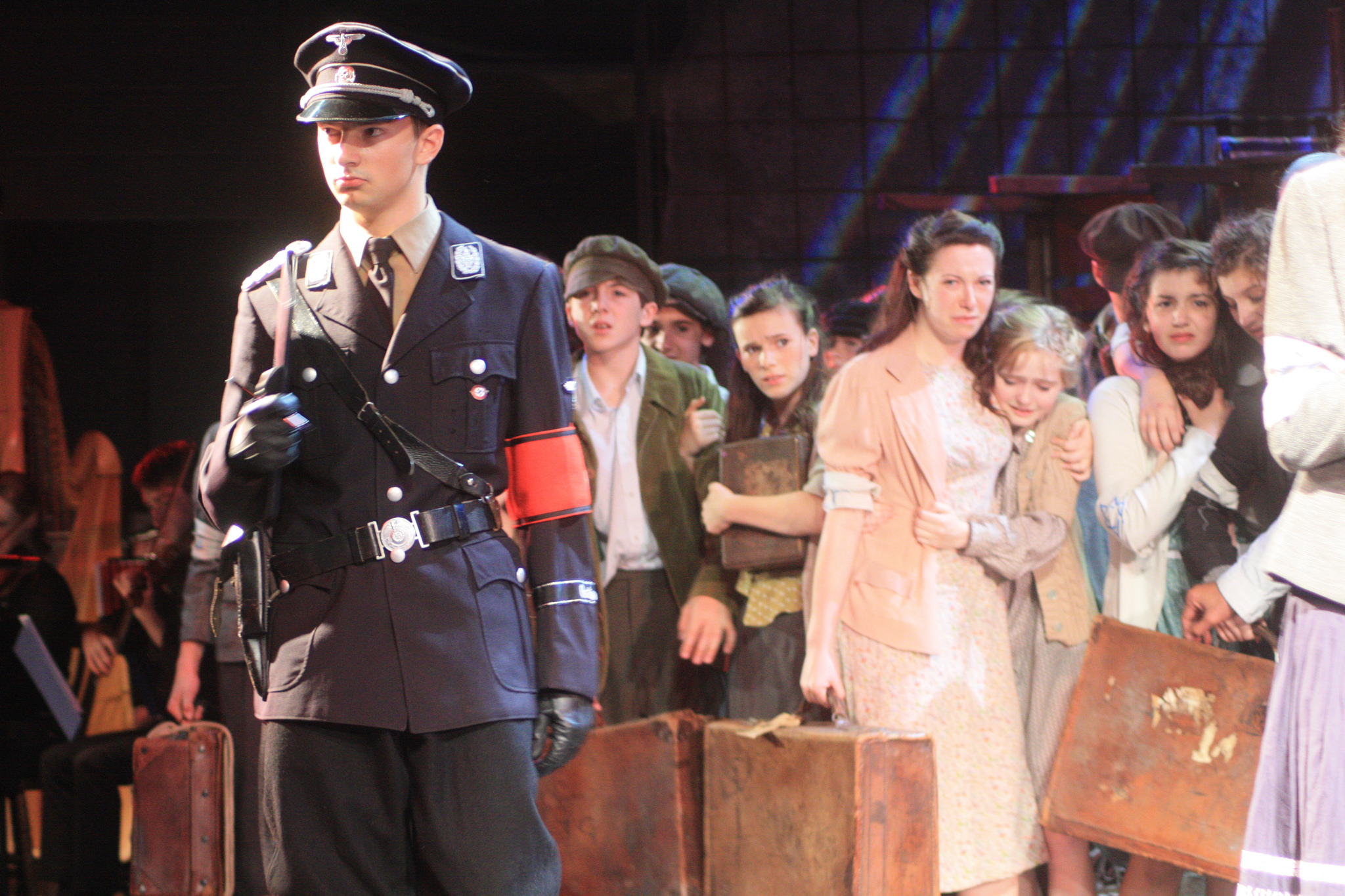
Korczak (2011).
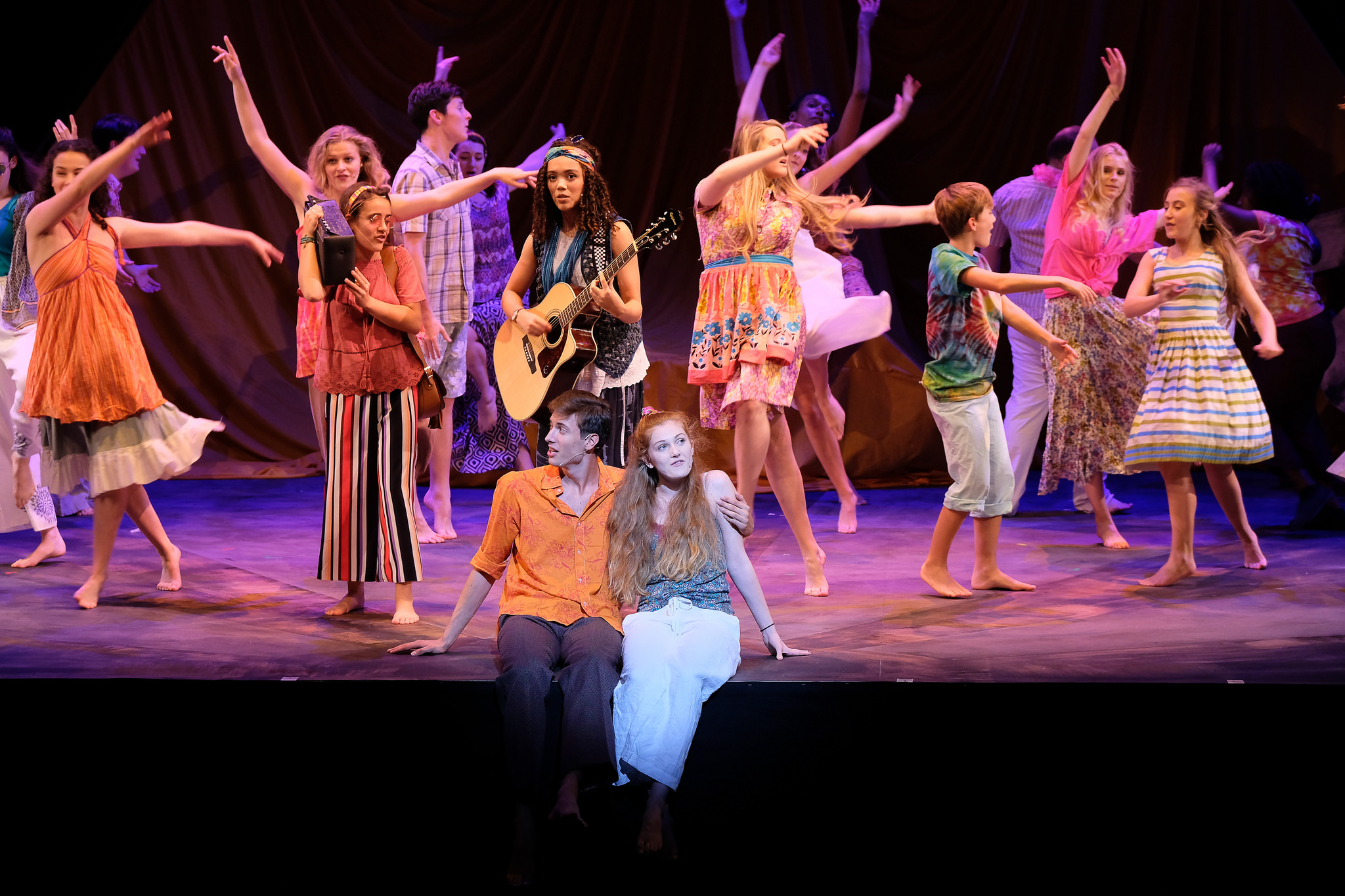
Le Conte d'hiver (2018).
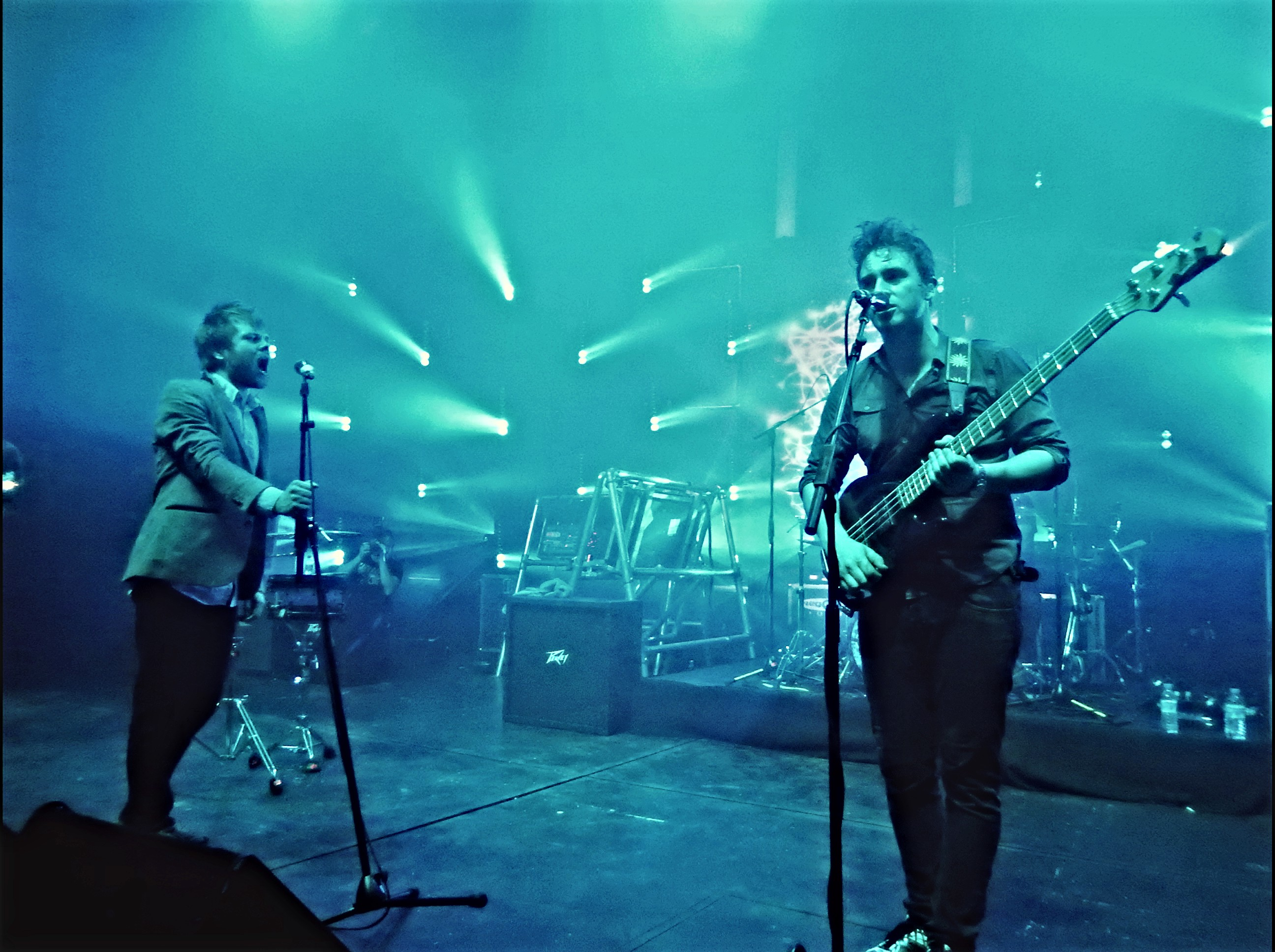
Enter Shikari (2015).
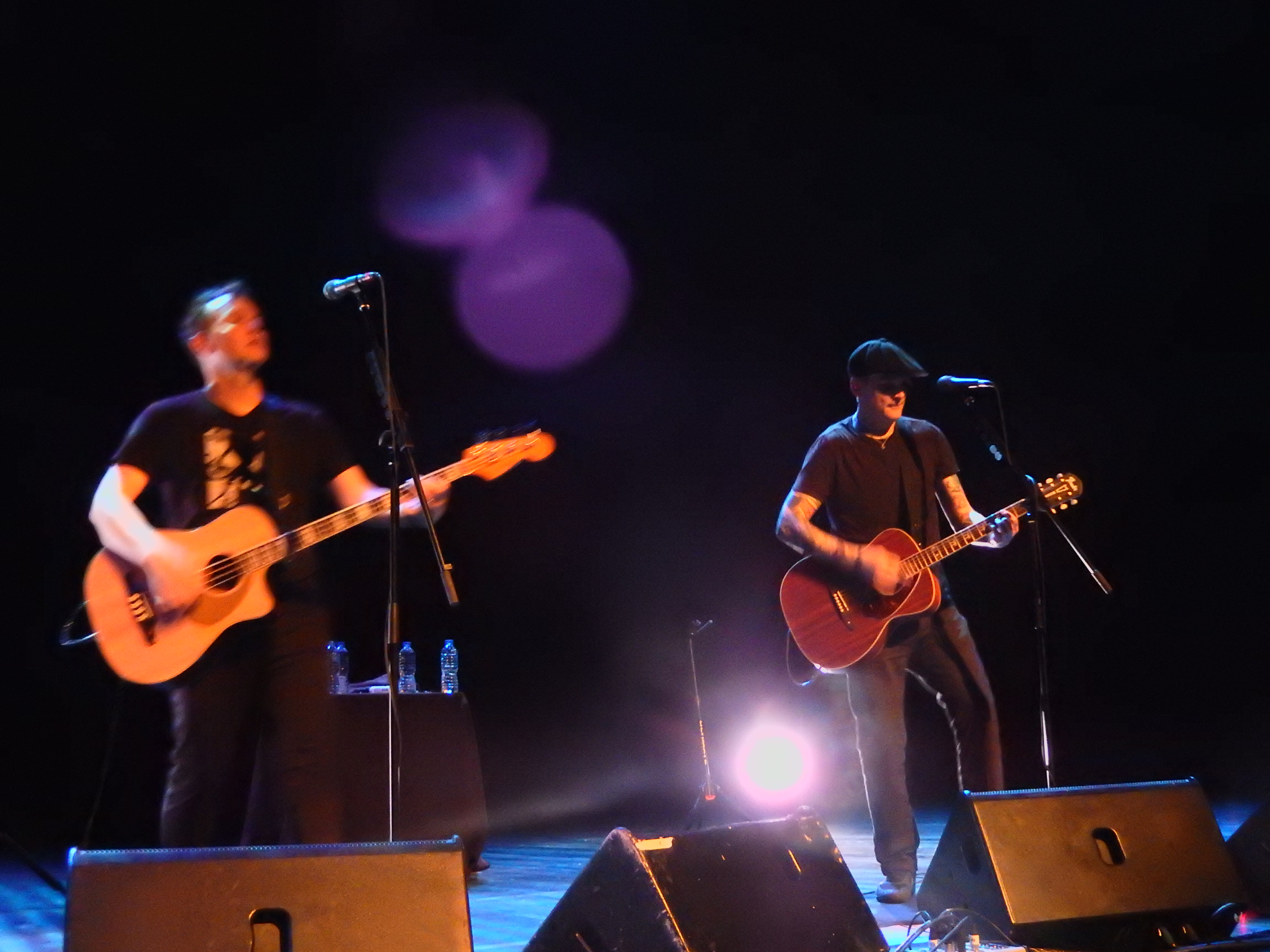
Blink 182 (2016).

The Rose a mis en scène des centaines de productions incluant:
- 2008: Peines d'amour perdues par Sir Peter Hall[15].

- 2009: Winslow contre le roi de Terence Rattigan avec Timothy West[16].

- 2010: Le Songe d'une nuit d'été par Peter Hall avec Judi Dench[17].

- 2010: Hay Fever de Noël Coward avec Celia Imrie[18].

- 2016: Good Canary de Zach Helm par John Malkovich[19].
- 2019: Vienne 1934 - Munich 1938 avec Vanessa Redgrave[20].

## Cérémonies
L'Université de Kingston organise ses cérémonies de remise des diplômes au Rose Theatre depuis 2010; elles se sont déroulées pendant de nombreuses années au Royal Albert Hall et en 2009 au Royal Festival Hall.